# Turska avtocesta
Turska avtocesta A10 je pomembna prometna os sever-jug v Avstriji. Od razcepa Salzburg na zahodni avtocesti (A1) vodi čez Visoke Ture do razcepa Beljak z južno avtocesto (A2) in se izteče v Karavanško avtocesto (A11). Turska avtocesta tvori eno od treh najpomembnejših osi sever-jug in avstrijskih alpskih tranzitnih poti, drugi dve sta avtocesta Inntal – Brenner (A12/A13) in Pyhrnska avtocesta (A9). Vzdolž celotne poti A10 poteka evropska cesta E55 (Danska–Grčija), pa tudi v južnem delu zahodno-vzhodna alpska tranzitna os evropska cesta E66 (Južna Tirolska–jugovzhodna Madžarska).
Dolžina je približno 194 km, od tega 24 km v štirinajstih predorih. Najbolj znana sta predor Tauern in predor Katschberg.
Danes je Turska avtocesta ena najpomembnejših povezav sever-jug čez Alpe, na kateri so pogosti  prometni zastoji ob močnih počitniških vikendih poleti. Junija 2011 je bila sproščena druga cev predora Tauern, ki je po 40 letih čakanja po celotni dolžini avtoceste štiripasovna.

## Potek
A10 se začne zahodno od mesta Salzburg, vzhodno od nekdanje mejne postaje Walserberg, kjer se odcepi na razcepu Salzburg od zahodne avtoceste (A1). Nato teče proti jugu, skozi Flachgau in Tennengau pri Halleinu. Na prelazu Lueg premaga prvi prelaz, med Hagengebirge in Tennengebirge, z dvema predoroma (Ofenauertunnel, Hieflertunnel). Na Razcepu Pongau, blizu Bischofshofna, se Pinzgauerska cesta (B311) odcepi proti zahodu proti Zell am See in Tirolski.
Nato zavije proti vzhodu v Fritztal in v Eben im Pongau, kjer se spet obrne proti jugu. V območju Altenmarkt/Radstadt se cesta Ennstal (B320) odcepi proti vzhodu proti Schladmingu in Pyhrnski avtocesti (A9).
Preko Flachautala Turska avtocesta pelje spet proti jugu skozi zdaj tudi dvocevni, 6,4 km dolg predor Tauern, ki vodi pod Radstadtskimi Turami skozi Lungau pri sv. Mihaelu, in na 1340 m nadmorske višine (južni portal) predstavlja vrh Turske avtoceste. Sledi predor Katschberg, dolg 5,9 km; v njem je tudi deželna meja med Salzburgom in Koroško. Odsek med predoroma je cestninska cesta.
Ko gremo vzhodno od Maltatala, A10 doseže razcep Špital/Milštatsko jezero (Spittal/Millstätter See), kjer se avtocesta mimo Milptatskega jezera obrne na vzhod v Dravsko dolino proti Beljaku.
Skozi Dravsko dolino, v jugovzhodni smeri, vodi do okrožja Villach-Land. Turska avtocesta obide mesto Beljak v 4,3 km dolgem predoru Oswaldibergtunnel in se konča na izhodu iz spodnje Dravske doline (Unterdrautal), vzhodno od mesta Beljak na razcepu Beljak z južno avtocesto (A2) in se izteče v Karavanško avtocesto (A11).

### Mostovi
- Viadukt Kremsbrücke dolg 2600 m
- Gummerner Brücke čez Dravsko dolino med Beljakom in Weißenbach
- Viadukt Weißenbach

## Obratovanje

### Posebna cestnina
Na območju predora Tauern in Katschberg je avtocesta cestninska. Na tem področju se za motorna vozila do 3,5 tone ne zahteva vinjeta, ampak je treba plačati cestnino. Cestnino se lahko plača v gotovini, s kreditno kartico, kartico za gorivo ali Maestro kartico (debetno kartico) na cestninski postaji. Cestnino se lahko plača tudi vnaprej prek sistema Videomaut. Pogosti vozniki imajo tudi možnost nakupa letne karte. Domači vozniki ne plačujejo cestnine.
Obveznost vinjet se uporablja samo med priključnimi točkami posebne cestnine. Vožnja po drugih delih Turske avtoceste je brez vinjete kazniva. Trenutno (od leta 2019) vožnja skozi predora Tauern in Katschberg stane 12,00 evrov za avto. Kdor zapusti avtocesto na izvozu St. Michael im Lungau ali se tukaj nanjo priključi, plača polovico zneska, to je 6 evrov.
Motorna vozila s težo nad 3,5 tone plačajo cestnino prek GO Box avstrijskega cestninskega sistema.

### Omejitve hitrosti
Za prvi odsek na območju Salzburga velja Immissionsschutzgesetz - Luft (IG-L) in je omejen na 100 kmh. Nekateri odseki v deželi Salzburg so omejeni na 110 kmh ponoči zaradi varovanja pred hrupom.

## Zgodovina

### Gradnja
Natančen potek Turske avtoceste je bil že določen v letih 1938 do 1942 in v bistvu nadomešča Katschbergstraße, v širšem smislu pa temelji na rimski cesti Virunum – Iuvavum (današnji Salzburg). S slovesnostjo 15. maja 1939, so se gradbena dela začela v Salzburgu in v Spittalu, s predorom Wolfsberg v bližini Špitala in z gradnjo številnih priključnih cest. Leta 1942 je bila zaradi druge svetovne vojne gradnja ustavljena.
Z naraščajočim turizmom se je znova začela leta 1958 s podrobnim načrtovanjem. Medtem ko so se  zatekli k že obstoječim strukturam, zaradi novih tehnologij v predoru, cestogradnja ni bila povsem identična s prvotnim načrtom, kot je na primer položaj predora Katschberg.
Leta 1968 je bila pot uradno vključena na seznam avtocest. Ustanovljena je bila hipotekarna Turska avtocestna družba (TAAG).
Gradnja najtežjih odsekov, odsek med spodnjimi Turami in Katschbergom, se je začel 28. januarja 1971: tu so vzhodne Alpe premagali s 6.4 km dolgim Turskim predorom in 5,4 km dolgem predoru skozi Katschberg. Leta 1974 je bil celoten severni del, vključno s predorom Katschberg, odprt za promet. Odsek Salzburg do Ennstala (nekdanja evropska cesta E5), glavna tranzitna pot tujih delavcev in turističnega prometa na Balkan in v Grčijo in Turčijo, ki je postala problem leta 1969, je dočakala olajšanje.
16. maja 1975 se je južno od Gmünda del cestnega viadukta čez Liesertal v gradnji, zlomil. 280-tonski tovornjak je strmoglavil ob 3:30 uri, skupaj z enajstimi delavci približno 50 metrov v reko Lieser. En delavec je preživel nesrečo hudo poškodovan, preostalih deset pa je bilo mrtvih.
Odprtje južne ploščadi je bila 28. junija 1980. V tem delu 12 km avtoceste je bilo zgrajenih skupno 254 do 83,7 m visokih stebrov; na Pressingbergu je bil zgrajen takrat z 2,6 km najdaljši viadukt v Evropi. Tako je bila zaključena 146,5 km dolga cesta od Salzburga do Špitala. Od leta 1983 je bila avtocesta razširjena še skozi Dravsko dolino do Beljaka.

### Kronologija
Datumi otvoritev:
13: Knoten Salzburg – ASt Salzburg Süd (7,542 km)
15: ASt Salzburg Süd – Niederalm (1,100 km)
29: ASt Hallein – HASt Kuchl (5,854 km)
04: Niederalm – ASt Hallein (6,724 km)
28: HASt Kuchl – Ast Golling (5,885 km)
30: Knoten Spittal/Millstättersee – ASt Spittal/Drau Ost (7,300 km)
30: Knoten Spittal/Millstättersee – Lendorf (4,185 km)
10: ASt Golling – ASt Pass Lueg (6,141 km, Ofenauer-/Hieflertunnel)
21: ASt Michael/Lungau – ASt Rennweg (8,860 km, Katschbergtunnel)
21: ASt Eben/Pongau – ASt St.Michael/Lungau (44.071 km, Tauerntunnel)
02: Lieserhofen – Knoten Spittal/Millstättersee (1,940 km)
02: ASt Gmünd-Maltatal – Knoten Spittal/Millstättersee (9,638 km)
25: ASt Paß Lueg – HASt Werfen (8,747 km, Brentenberg-/Zetzenberg-/Helbersbergtunnel)
08: Villach Ost – Knoten Villach (0,600 km)
27: ASt Rennweg – Rauchenkatsch (rechte RFB; 4,400 km)
31: ASt Rennweg – Rauchenkatsch (linke RFB; 4,400 km)
30: HASt Werfen – Knoten Pongau (rechte RFB; 5,000 km)
30: Knoten Pongau – ASt Eben/Pongau (12,467 km)
25: HASt Werfen – Knoten Pongau (linke RFB; 5,000 km)
27: Rauchenkatsch – ASt Gmünd – Maltatal (12,534 km)
13. marec: Knoten Pongau – Bischofshofen (3,680 km)
03: ASt Spittal/Drau Ost – ASt Villach West (26,195 km)
28: ASt Villach West – Knoten Villach (9,864 km)

### Prometni zastoji in gradnja predorov
Ker je Turska avtocesta glavna os od Nemčije do Italije (Jadransko morje), so se na začetku in koncu počitnic, pa tudi v času daljših praznikov, pred predoroma Tauern ali Katschberg redno nabirale kilometrske kolone vozil. Da bi povečali pretok prometa, se redno aktivira izmenično enosmerni promet.
Najdaljši prometni zastoj pred predorom Tauern s 40 kilometri je bil 2. avgusta 2008 na južni strani. Že ob polnoči je bil promet usmerjan v blokih - pot je trajala do šest ur.
Od leta 2005 sta bila oba predora opremljena z drugo cevjo in po zaključku sanirana tudi stara cev, med tem je promet potekal skozi novo cev. Od 30. aprila 2009 je bil predor Katschberg prevozen po obeh ceveh, predor Tauern pa od 30. junija 2011. Skupni stroški za razširitev obeh predorov so znašali 324 milijonov EUR.
30. julija 2011 je pred predorom Oswaldibergtunnel, severna obvoznica Beljaka, prišlo na 60 kilometrov dolgega prometnega zastoja. Po zaključku druge cevi predora Tauern gre zdaj na jug veliko več avtomobilov v krajšem času. Razcep Beljak, ki je imel le en prometni pas v smeri Italije ali Slovenije, ni zmogel velikega obsega prometa. 

### Zaščita pred hrupom
V okviru druge cevi Turskega predora so se v kraju Zederhaus izvedla dela na zaščiti proti hrupu s pokritim ukopom. Ta kraj je v ozki dolini in je izjemno obremenjen z velikim prometom. Avtocesta poteka skozi dolgo raztegnjeno naselje na višini hiš v le nekaj deset metrov oddaljenosti. To ni bilo mogoče zadovoljivo rešiti niti s protihrupnimi ograjami. Zaradi pričakovanega povečanja prometa zaradi izgradnje drugih cevi predorov je bila dogovorjena gradnja pokritih vkopov.

### 160 km/h
Od 2. maja do 30. junija 2006 je bila dovoljena največja hitrost 160 kmh med Špitalom in Paternionom. To so spremljali s sekcijskim nadzorom. 160 kmh je bilo sproščeno samo podnevi od 5.00 do 22.00 ure pod optimalnimi pogoji. Če pogoji niso bili optimalni, je bila navedena nižja največja hitrost. V zelo slabih pogojih je bila hitrost znižana na 80 kmh. V nočnih urah med 22.00 in 5.00 je bila omejitev 110 kmh. 6. novembra 2006 so v hladni sezoni začeli testiranje 160 kmh.
Ta potez se je imenoval »testna steza 160«, ker ste želeli izvedeti ali je primerno dovoliti višje hitrosti od 130 km / h. Projekt je v glavnem vodil takratni minister za promet Hubert Gorbach, ki je pričakoval večjo prožnost in manj nesreč od hitrosti navzgor in navzdol. Še več, s sprostitvijo hitrosti navzgor se mora povečati sprejemanje voznikov za nižje meje. Hubert Gorbach je prejel veliko kritik svojega ravnanja za ta projekt. Ker pa je so mislili, da je za njim tiha večina, se je Gorbach držal svojih načrtov. Tudi minister za promet je bil deležen kritik iz vlade, kot je takratni minister za okolje Josef Pröll ali takratni koroški prometni svetovalec Landrat Gerhard Dörfler, ki se je kasneje izrekel za test.
Naslednik Huberta Gorbacha kot ministra za promet Wernerja Faymanna ni nadalje obravnaval teme »Tempo 160«.

### Večje zapore in nesreče
Približno ob 4:35 uri, 30. septembra 1988, je tanker v bližini predora Kroislerwand v smeri Salzburga zadel neosvetljeno prikolico. Pet Italijanov, starih od 19 do 23 let, je bilo ubitih, 18-letnik pa je preživel hudo ranjen. 22-letni voznik tovornjaka, ki je izjavil, da je vzrok nesreče ker je za sekundo zaspal, je bil nepoškodovan.
Maja 1999 je prišlo do nesreče in velikega požara v predoru Tauern, v katerem je bilo mrtvih dvanajst ljudi - pred tem je bil marca istega leta v predoru Mont Blanc podoben uničujoč požar. Mesečna zapora je vplivala na promet, rezultat je bil zelo velik obvoz za tovornjake. Ob nesreči se je začela gradnja druge predorske cevi in popravljeni varnostni standardi - po odprtju je bil predor Tauern eden najvarnejših predorov v Evropi.
Kmalu pred 4. uro, 2. novembra 2004, je iz voznega pasu na razcepu avtoceste Salzburg prišel hrvaški voznik, ki se je zaletel v drevo. Medtem ko se je voznik uspel osvoboditi težko poškodovan, so dva od potnikov v razbitinah umrla. Ob 4.45 uri je prišel na območju prišlo do nove nesreče, ko se je madžarski zgibni tovornjak pripeljal do pred njim stoječega turškega polpriklopnika. Dva voznika madžarskega težkega tovornega vozila sta bila mrtva, turški voznik pa je bil poškodovan.
Oktobra 2006 je bil most Altersberg med Špitalom in Gmündom močno preoblikovan po prehodu pretežkega tovornjaka, po katerem je bila avtocesta na tem odseku več tednov blokirana.
Po poplavah v srednji Evropi leta 2013 je bila Turska avtocesta zaprta zaradi plazu.